# La leyenda del beso
La leyenda del beso es una zarzuela en dos actos, dividida en tres cuadros. Con libreto de Enrique Reoyo, José Silva Aramburu y Antonio Paso, y música de los maestros Reveriano Soutullo y Juan Vert. Se estrenó con gran éxito en el teatro Apolo, de Madrid, el viernes 18 de enero de 1924.
Esta zarzuela es considerada la obra que lleva a la fama a los maestros Soutullo y Vert. El libreto es un exponente de la zarzuela llevada al campo de la opereta, con ciertos toques melodramáticos, a la par que ciertos elementos exóticos para dar color.
A la música, indudablemente de gran calidad y vuelo lírico, se la puede considerar como una ópera en sí, dado el tratamiento tan profundo de las voces y la riqueza orquestal, raramente contempladas en la zarzuela, hasta la llegada de autores como Sorozábal, Guridi, o Usandizaga, necesitando siempre de buenos cantantes y músicos. De esta obra se puede destacar algunos números como La Canción de Iván Brilla Cuchillo, la Zambra o el celebérrimo Intermedio, al que en 1982 puso nueva letra Luis Gómez-Escolar y que interpretó el grupo Mocedades en el tema «Amor de hombre»

## Argumento
La acción transcurre en un castillo señorial, en tierras castellanas, durante la época del estreno (1924).

### Acto I
Cuadro primero
En el parque de un viejo castillo señorial, Mario y sus amigos celebran su despedida de soltero, debido a su boda con una señorita impuesta por su familia. A ella acuden todos sus amigos y amigas, destaca entre ellos Gorón, un calavera simpático y fresco, dispuesto a todo; en concreto, a seducir a la hija del guardia del castillo, Simeona, sin preocuparse mucho de Cristóbal, el novio de esta, un bruto gañán. Juan, el guardia, interrumpe la fiesta avisando de la llegada de unos gitanos que piden permiso para acampar en las tierras del castillo, los hacen pasar y se presentan ante Mario y sus amigos.
Mario queda sorprendido por la belleza de Amapola, la reina de los gitanos. Alesko, su jefe, cuenta que hace muchos años pasaron por estas tierras y aquí murió la madre de Amapola, siendo para ellos estas tierras sagradas; piden su permiso para acampar. Mario accede y pide a los gitanos que preparen una pequeña fiesta para agasajar a sus invitados. Mario trata de seducir con sus palabras a Amapola, sucumbiendo ante estas. Entra Iván, el prometido de Amapola, con un evidente ataque de celos al descubrir la escena, produciéndose una ágria discusión.
Cristóbal regaña a Simeona por su actitud con Gorón, recalcándole que si trata de acercarse a ella, le dará un buen escarmiento. Gorón aprovecha para poner en práctica sus dotes seductoras con Simeona, logrando su propósito; cuando está a punto de besarla aparece Cristóbal y lo espanta. 
Llega Mario acompañado de sus amigos, dispuestos a dar serenata a las muchachas, cuando se escucha un grito; el jabalí que habían herido durante la cacería, ha atacado a Amapola. La traen y la tienden en el banco; Mario queda extasiado por su belleza. Cuando va a besarla, aparece Ulita, la hechicera del campamento y lo impide; ella relata que la madre de Amapola, tras entregar su amor a un mal hombre, cuyo fruto fue Amapola, antes de morir lanzó una maldición a su hija, todo aquel que trate de besarla morirá sin remedio. Amapola despierta y al ver a Mario huye, quedando éste desconcertado. 

### Acto II
Cuadro segundo
En el campamento, los gitanos preparan la fiesta para los invitados de Mario. Alesko comenta a todos que esta misma noche, tras la fiesta, partirán de nuevo. Iván siente celos y rabia ante la noticia; todos tratan de calmarlo y hacerle ver que es simplemente un capricho pasajero de Mario. Llega Gorón al campamento y coquetea con las gitanas, tratando de enseñarles a bailar el foxtrot, provocando la risa de ellas. 
Llegan Mario y sus amigos, dispuestos para la fiesta; Alesko los recibe y pide a Amapola que les lea la buenaventura. Todos se sorprenden de las palabras de Amapola, y marchan a curiosear entre los puestos y tiendas. Mario le pide una cita en el parque del castillo antes de su partida, Amapola acepta y se marcha.
Cristóbal riñe con Simeona ante su conducta, prohibiéndole que vaya al río a bañarse. Luego aparece Gorón, al cual amenaza. Gorón, intuyendo el peligro, entra en una de las tiendas y compra una piel de oso para disfrazarse y acercarse a Simeona. Se celebra la famosa zambra gitana, la cual encanta a todos por su colorido y exotismo. Mario manda a sacar el vino y ofrece su copa a Amapola, cuando Iván, en un ataque de furia se la arrebata de un golpe. Todos corren a calmar los ánimos reanudándose la fiesta.
Cuadro tercero
En el parque del castillo, se celebra una fiesta en el pabellón. Mario se siente impaciente ante su cita, dudando de si viene o no. Gorón le relata su aventura con la piel de oso, la cual era de osa y provocó a uno de verdad, que lo persiguió.  
Mario queda a solas, al verla llegar, la besa sin poderse resistir. Iván al verlo, trata de atacarlos pero se interpone Ulita, mandando a Amapola a regresar y le demuestra a Mario que el hechizo se ha cumplido. Mario al quedar solo se da cuenta de la verdad, ya que tras besarla, morirá de amor por ella.

## Números musicales
- Acto primero[2]
- Cuadro primero
  - Introducción (Orquesta)
  - Prólogo, Iván y Coro: "Cantando amarguras"
  - Coro de la Cacería: "¡Que viva Mario!"
  - Coro de gitanos:"Cantando Amarguras"
  - Canción de Amapola: "Mi canción quiere fingir la alegría"
  - Bis (Orquesta)
  - Dúo de Iván y Amapola: "Amor, mi raza sabe conquistar"
  - Dúo cómico de Simeona y Gorón: "Ay sóplame, sóplame, sopla"
  - Serenata y romanza de Mario: "A la una, a las dos y a las tres"
  - Fin del acto primero: "¡Gran Dios! ¡Es la gitana!"
- Acto segundo
- Cuadro segundo
  - Introducción y coro: "Quien trabaja cantando"
  - Romanza de Iván: "Brilla cuchillo de fino acero"
  - Escena del fox trot gitano: "Que vaivén tiene el fox"
  - Invocación de Amapola: "Lucero de Oriente"
  - Escena de la Zambra: "Cuando bajo el cielo suena mi cantar"
  - Brindis: "¡Oh, licor, que das la vida!"
  - Fin del cuadro segundo: "A lo largo del camino"
  - Intermedio
- Cuadro tercero
  - Dúo de Mario y Amapola: "Vendrás, mujer"
  - Fin de la obra.

## Discografía
La zarzuela cuenta con tres grabaciones comerciales en disco. La primera del año del estreno, 1924, con los siguientes solistas: Tana Lluró (Amapola), Santiago Morell (Iván), Federico Caballé (Mario), Amaparo Saus (Coral) y Rafael Díaz (Gorón). Coro y Orquesta del Gramófono, director Concordio Gelabert. © Odeón - Barcelona, 1924. Reditada en 2001 por el sello Blue Moon en su Serie Lírica. Se trata de una selección que incluye: Dúo de Iván y Amapola, Duetto Cómico, Serenata de Marió, Dúo de Amapola y Mario, Foxtrot Garrotín y el famoso Intermedio.
La segunda grabación llegó a finales de la década del 50 en el sello Zafiro, bajo la dirección del maestro Enrique Estela al frente de los Coros de la Radio Nacional de España y la Orquesta de Cámara de Madrid y el siguiente reparto: Dolores Pérez (Amapola), José Picaso (Iván), Alberto Aguilá (Mario), Luisa de Córdoba (Simeona), Santiago Ramalle (Gorón), Tino Moro (Gurko), Alicia Olabarría (Coral) y José Peromingo (Ernesto). © Zafiro - Montilla, 1958.
La tercera grabación, bajo la dirección Benito Lauret, para el sello Alhambra, en 1973 contó con otro elenco de lujo: Ángeles Gulín (Amapola), Francisco Ortiz (Iván), Antonio Blancas (Mario) Carmen Decamp (Coral), José Manzaneda (Gorón), José Ruiz (Ernesto y Gurko) y Diego Monjo (Alfonso). Coro Orfeó Gracienc y Orquesta Sinfónica de Barcelona.  © Alhambra  Columbia, 1973. 

Del célebre Intermedio hay infinidad de grabaciones, a cargo de la Orquesta Internacional de Conciertos (1925), La Gran Orquesta del Liceu y la Orquesta Regal (ambas en 1930), Orquesta Hispánica (1932), Gran Orquesta Sinfónica, bajo la dirección de Ataúlfo Argenta (1952), Orquesta Nacional de España (Rafael Frühbeck de Burgos),  versión para piano de Rafael Carretero, entre otros. 

## Estreno en Colombia
En Colombia, se presentó por primera vez en el Teatro Metropolitano de la ciudad de Medellín,  con motivo de la XI Temporada Internacional de Ópera, Opereta y Zarzuela (abril del 2005), con la interpretación de la Orquesta Filarmónica de Medellín, el director Dionisio Riol (España) y la dirección de escena de José Darío Innella (Argentina). El elenco incluyó a la soprano argentina Gisela Zivic, al tenor cubano Humberto Bernal y al barítono cubano Gustavo Álvarez. La producción se repitió en varias oportunidades.
En Colombia, La Leyenda del Beso se ha representado desde las temporadas del siglo pasado. Ya en nuestro siglo, subió a escena en el Teatro Roberto Arias Pérez de Colsubsidio, el 22 de abril de 2002, según se reseña en el diario El Tiempo (19 de abril de 2002).